# 亞當·海簡尼克
亞當·海簡尼克（波蘭語：Adam Hrycaniuk；1984年3月15日—），波蘭籃球運動員，現在效力於波蘭聯賽球隊Basket Zielona Góra。他也代表波蘭國家男子籃球隊參賽。